# Gurunsi
Il nome Gurunsi o Gourounsi si riferisce a una famiglia di gruppi etnici presenti nel Ghana settentrionale e nel Burkina Faso meridionale.

## Storia
Secondo la tradizione orale locale, i Gurunsi proverrebbero dalla regione del lago Ciad, nel Sudan occidentale. Se questa migrazione sia effettivamente avvenuta, e in quale epoca, non è noto: certamente i Gurunsi abitarono la loro attuale regione di diffusione almeno dal XII secolo.
Nel XV secolo, i Mossi del nord compivano spesso scorrerie nella terra dei Gurunsi per procacciarsi schiavi, senza però sottomettere definitivamente la popolazione del luogo.
Il nome "Gurunsi" sembra risalire al XIX secolo. Salif Titamba Lankoande, nel suo Noms de famille au Burkina Faso, sostiene che esso derivi dalla parola Guru-si, "impenetrabile al ferro". Questa espressione ricorderebbe un leader di nome Babatu che sosteneva di rendere i propri seguaci invulnerabili usando una speciale medicina.
Dopo la conferenza di Berlino del 1885, la terra dei Gurunsi fu spartita fra francesi, inglesi e tedeschi. I tedeschi in seguito lasciarono la zona ritirandosi nel Togoland. La spartizione fra le colonie inglesi e quelle francesi diede inizio alla formazione di diversi sottogruppi del popolo Gurunsi.

## Sottogruppi
Oggi si distinguono diversi sottogruppi etnici facenti capo alla famiglia dei popoli Gurunsi. In Ghana sono di origine gurunsi i Frafra, i Kusasi e i Talensi mentre nel Burkina Faso, i Bwa, i Ko, i Lele, i Nuni e i Sissala. Due sottogruppi, i Kassena e i Nankani, sono presenti in entrambi gli stati. I diversi sottogruppi non parlano la stessa lingua, ma presentano una forte affinità culturale dal punto di vista dell'organizzazione sociale ed economica e delle credenze religiose.